# Södra Vitalinstärnen
Södra Vitalinstärnen är en sjö i Laxå kommun i Västergötland och ingår i Motala ströms huvudavrinningsområde. Södra Vitalinstärnen ligger i Tivedens nationalpark (västra) Natura 2000-område. Sjöns area är 0,004 kvadratkilometer och den befinner sig 170 meter över havet.